# Stabile Seitenlage

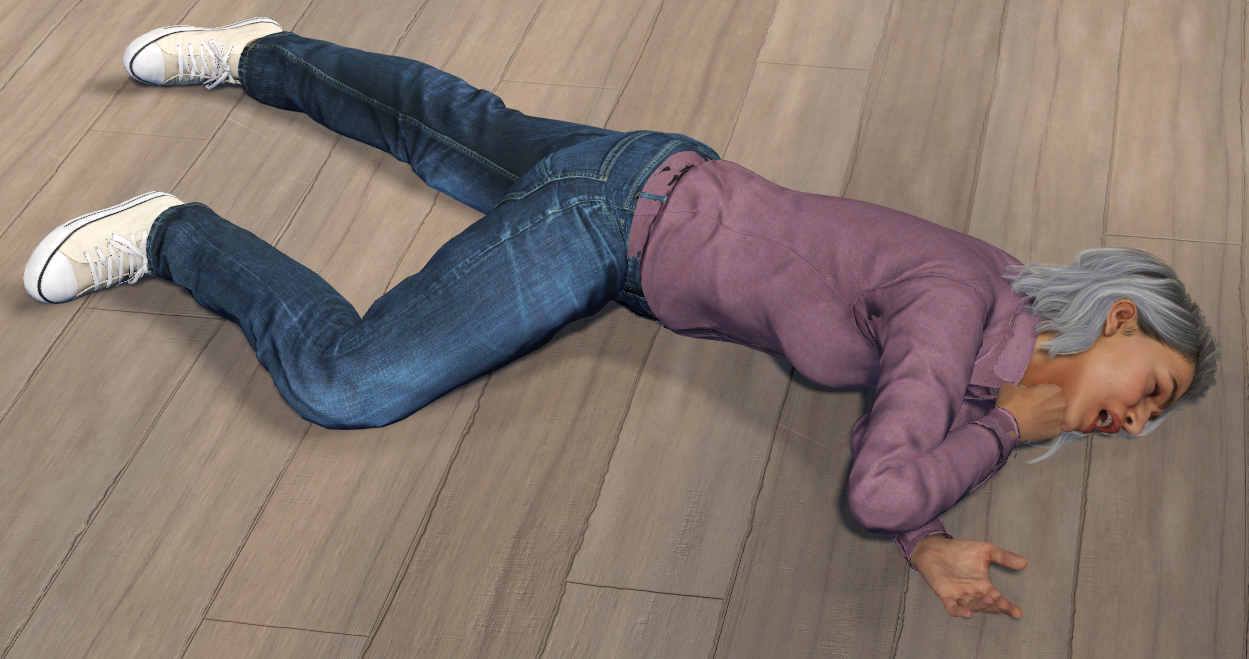
Person in der stabilen Seitenlage

Die stabile Seitenlage ist die Standardlagerung einer selbstständig atmenden, bewusstseinsgetrübten oder bewusstlosen Person im Rahmen der lebensrettenden Sofortmaßnahmen. Während durch den lebensrettenden Handgriff zunächst die Atemwege freigemacht werden, dient die stabile Seitenlage darüber hinaus dem Zweck, versehentliches Einatmen von Flüssigkeit und Feststoffen wie Speichel, Blut und Erbrochenem zu verhindern. Dieser Aspekt ist wesentlich, da Bewusstseinsgestörte sich häufig unbemerkt erbrechen und infolgedessen oft an ihrem Erbrochenen ersticken.
Wichtig für die erste Hilfe ist, dass die gefährdete Person selbstständig atmet. Bei nicht spontan atmenden Personen ist keine Seitenlage, sondern eine Reanimation vorzunehmen.
Die stabile Seitenlage soll nicht bei bewusstlosen Personen nach einem physischen Trauma angewendet werden.

## Varianten
Es existieren international verschiedene Versionen der stabilen Seitenlage, die spezifische Vor- und Nachteile aufweisen. Übereinstimmende Merkmale sind eine stabile Lagerung auf der Seite, überstreckter Kopf und kein Druck auf den Brustkorb, der die Atmung beeinträchtigt. Wichtigstes Ziel ist neben der Überstreckung des Kopfes, dass der Mund tiefster Punkt des Körpers ist und Erbrochenes dadurch nicht in die Atemwege laufen kann.

## Anwendung
Eine reglose Person wird zunächst auf dem Rücken gelagert, um Bewusstsein und Atmung zu überprüfen (diagnostischer Block), weswegen dies meist die Ausgangsposition für weitere Maßnahmen ist. Wenn der Betroffene trotz gestörten Bewusstseins selbständig atmet, wird er in die stabile Seitenlage verbracht. Zum Schutz gegen Witterungseinflüsse wird er danach vorzugsweise in eine Rettungsdecke eingewickelt, um Auskühlung beziehungsweise Überhitzung zu vermeiden. Bis zum Eintreffen des per Notruf alarmierten Rettungsdienstes wird der Betroffene ständig überwacht. So können bei einer Verschlechterung des Zustandes rechtzeitig weitere Maßnahmen eingeleitet und erwachende Betroffene beruhigt werden. Die stabile Seitenlage ist auch im Rettungsdienst essenziell, da sie die einfachste Methode der Atemwegssicherung darstellt.
Weist der Betroffene eine Verletzung im Bereich des Brustkorbs oder der Lunge auf, wird er auf die verletzte Seite gedreht, damit die dann oben liegende, unbeeinträchtigte Lungenhälfte sich während der Einatmung frei entfalten kann und eventuelle Blutungen abgedrückt werden.
Schwangere Frauen werden tendenziell auf der linken Seite gelagert, da so der gemeinsame Kreislauf von Mutter und Fötus am besten entlastet werden kann (siehe Vena-cava-Kompressionssyndrom).

## Kritik
Es kritisieren gelegentlich einzelne Personen die stabile Seitenlage als überflüssig und zweifeln an ihrer „streng wissenschaftlich basierten Evidenz“. Eine Studie zeigte, dass Probanden signifikant schlechter einen Atemstillstand bei Patienten erkannten, die in stabile Seitenlage gebracht waren, gegenüber Betroffenen, die auf dem Rücken lagen. Dadurch könnte eine notwendige Herz-Lungen-Wiederbelebung verzögert oder gar nicht eingeleitet werden.